# Красноводский
Красново́дский — посёлок в Белокалитвинском районе Ростовской области. Входит в состав Краснодонецкого сельского поселения.

## География
На хуторе имеется одна улица — Лесная.

## История
В 1987 г. указом ПВС РСФСР поселку гидроузла-4 присвоено наименование Красноводский.

## Население
| 1989 | 2002 | 2010 |
| ---- | ---- | ---- |
| 16   | ↘1   | ↘0   |